# Toyota Aygo
Toyota Aygo est une petite citadine développée par le constructeur automobile japonais Toyota, en collaboration avec groupe français PSA. Il existe deux générations du modèle, la première de 2005 à 2014 et la deuxième, depuis 2014. Elle est remplacée fin 2021 par l'Aygo X.
Le nom « Aygo » vient de « eye-go », symbolisant la liberté et la mobilité.

## 1regénération
La Toyota Aygo est une automobile urbaine pour quatre personnes à trois et cinq portes commercialisée de 2005 à 2014 par le constructeur japonais Toyota.

### Historique

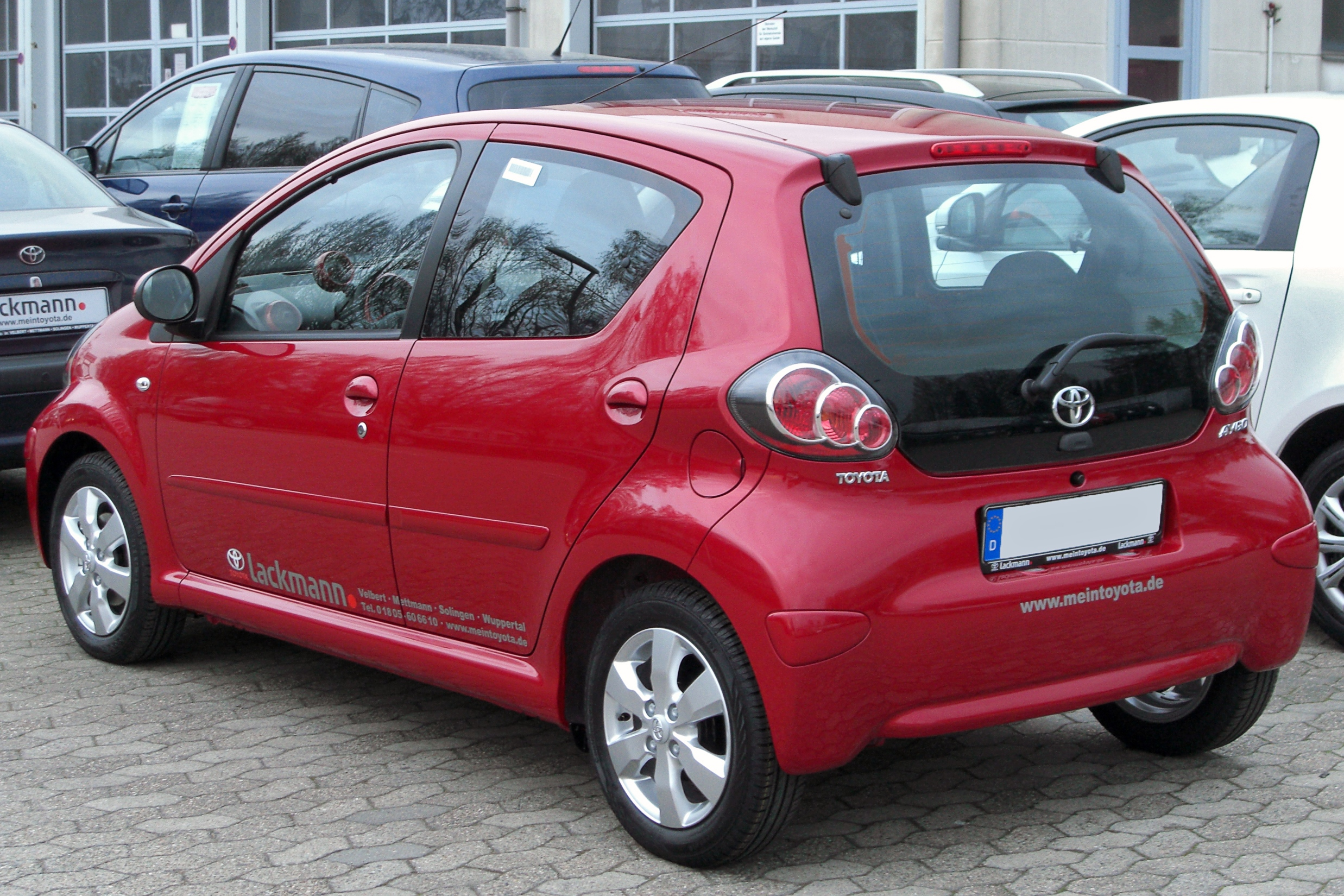
Toyota Aygo Phase II 5 portes.

Les présidents de Toyota et de PSA Peugeot Citroën, Fujio Cho et Jean-Martin Folz, ont annoncé le 12 juillet 2001 leur intention de mettre en commun leurs ressources pour commercialiser une petite voiture d'entrée de gamme, à partir de 8 500 euros.
Les Citroën C1, Peugeot 107 et Aygo sont construites dans l'usine de TPCA, société commune entre PSA Peugeot Citroën et de Toyota à Kolín en République tchèque. Ces trois véhicules ont été présentés en première mondiale au Salon de Genève et produits en série le 28 février 2005. Commercialisés de 2005 à 2014, une seconde génération leur succède en 2014.
La Aygo se démarque par ses feux avant, sa calandre aérée (contrairement à la C1 et à la 107 où elle est fermée) et à sa grille d'aération plus réduite. La partie arrière, les portières et les ailes avant lui sont spécifiques contrairement aux C1 et 107 qui partagent ces éléments.
Les concurrentes sont les Renault Twingo II, Smart Fortwo, Fiat Seicento, Daihatsu Cuore II, Daewoo Matiz II, Fiat Panda II et Volkswagen Fox.
L'Aygo a été commercialisée en France le 20 juin 2005 et a été restylée une première fois en décembre 2008. Lors du premier restylage, elle a reçu des modifications plus visibles sur la plupart des éléments de carrosserie.
Après un second restylage, en 2012, la Toyota Aygo conserve une nouvelle calandre inspirée des Yaris, Avensis restylée et Verso-S à deux bouches latérales, mais aussi de nouveaux boucliers à diodes.

### Caractéristiques

#### Moteurs
Les moteurs proposés sont :
- le bloc 1 litre essence d'origine Daihatsu ;
- le 1,4 litre Diesel HDi (D4-D), avec rampe commune. Ce moteur n'est plus proposé depuis 2011.

Le moteur essence, conçu par Toyota, est muni d'un système VVT-i de calage variable de la distribution en continu, géré électroniquement (en fonction de l'accélération, de la charge, etc.). Dans une optique de downsizing, le moteur dispose de 3 cylindres contre 4 dans la majorité des cas.
Chez Toyota, ce moteur est lui-même prélevé dans la section « petits modèles » de la marque, c'est-à-dire la marque Daihatsu.
On le retrouvera sur de nombreux modèles de voitures japonaises de petite taille.
Le moteur diesel quant à lui est un modèle à 4 cylindres 1,4 litre d'origine PSA.
|                            | Moteur essence                                     | Moteur diesel                                      |
| -------------------------- | -------------------------------------------------- | -------------------------------------------------- |
| Moteur                     | 3 cylindres en ligne                               | 4 cylindres en ligne avec turbo (type DV/DLD)      |
| Nombre de soupapes         | 12                                                 | 8                                                  |
| Cylindrée                  | 998 cm3                                            | 1 398 cm3                                          |
| Puissance maxi             | 68 ch à 6 000 tr/min                               | 55 ch à 4 000 tr/min                               |
| Couple maxi                | 93 N m à 3 600 tr/min                              | 130 N m à 1 750 tr/min                             |
| Boîte de vitesses          | 5 vitesses, manuelle ou boîte robotisée Sensodrive | 5 vitesses, manuelle ou boîte robotisée Sensodrive |
| Vitesse maxi               | 185 km/h                                           | 154 km/h                                           |
| 0-100 km/h                 | 13,7 s                                             | 15,6 s                                             |
| Consommation (en L/100 km) | 4,5                                                | 4,1                                                |
| Émissions de CO2 (en g/km) | 106                                                | 109                                                |

#### Freinage
Le freinage est assuré par des disques ventilés avec étriers mono-piston flottants à l'avant et à tambours à l'arrière.
La tenue de cap du véhicule en freinage appuyé est très correcte, même si le poids réduit de la structure a tendance à rendre l'ABS assez pointilleux[réf. nécessaire].

#### Sécurité et habitabilité
Quatre personnes peuvent y prendre place, et elle est dotée en série pour l'Europe de l'Ouest d'un ABS, de deux coussins gonflables frontaux et d'un système de contrôle de stabilité en courbe dit CSC (mais qui n'est pas l'ESP proposé en option).

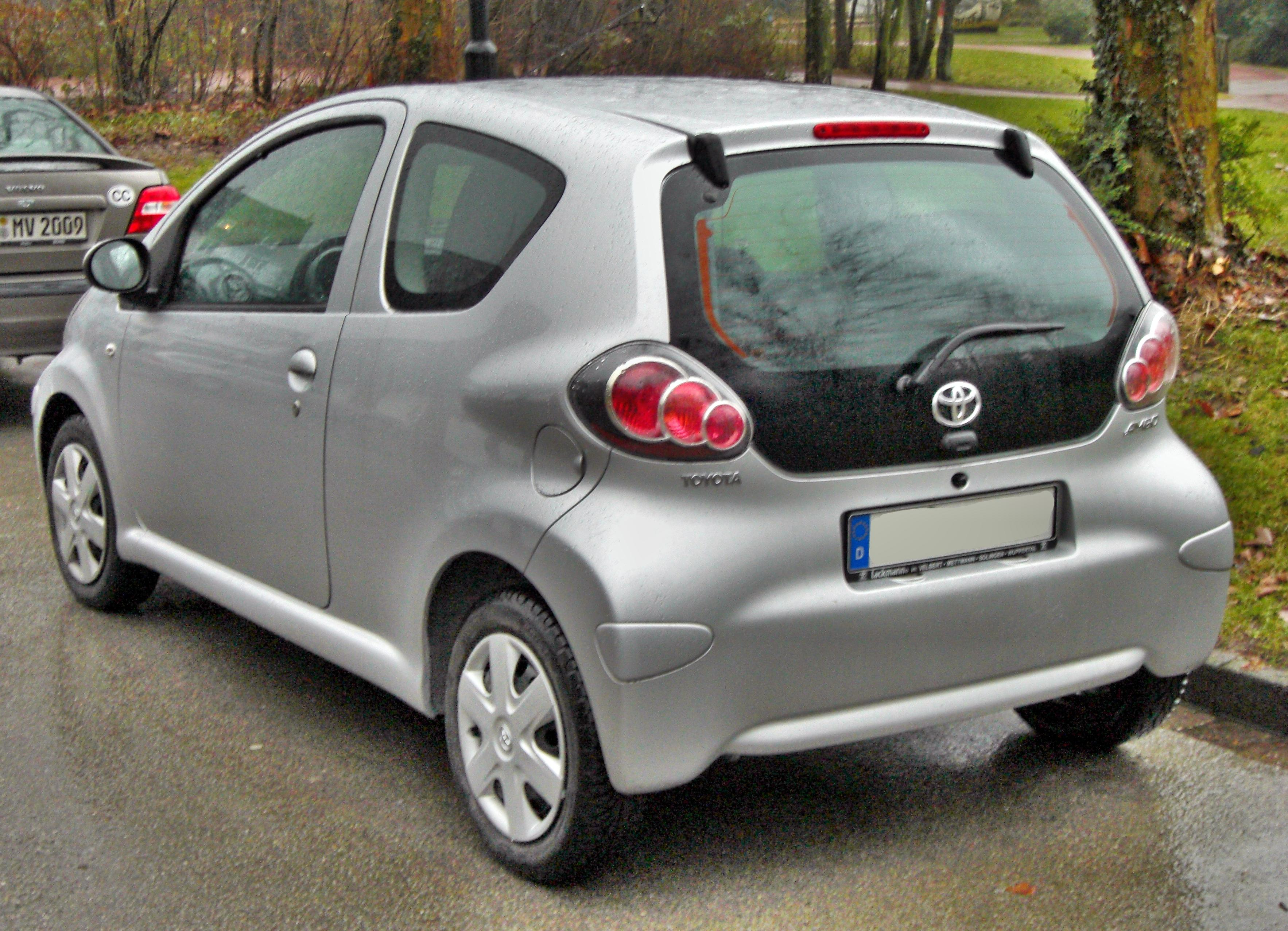
Toyota Aygo vue trois-quarts arrière.

## 2egénération

### Phase 1 (2014-2018)

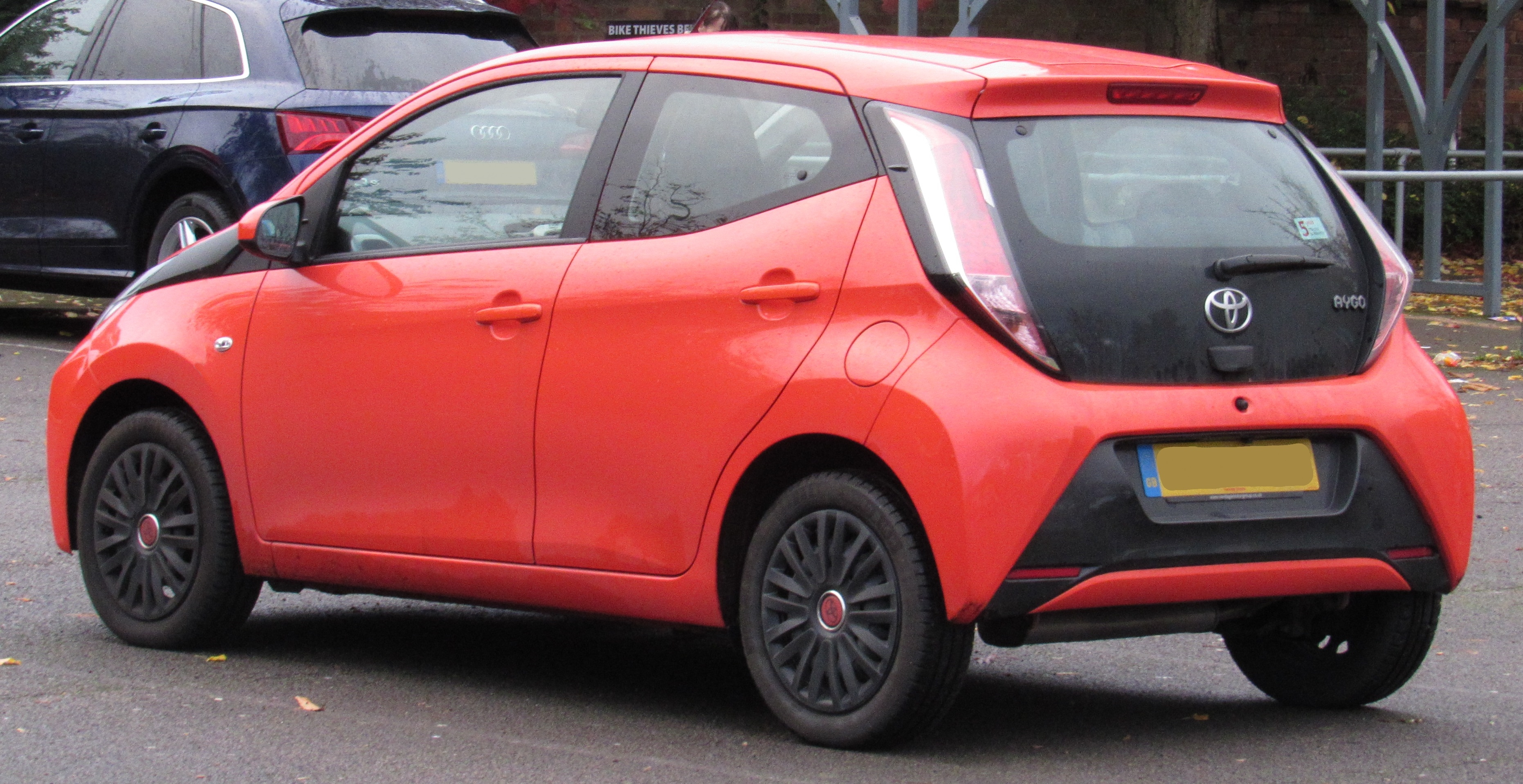
Toyota Aygo II phase 1

La Toyota Aygo de deuxième génération présentée au salon international de l'automobile de Genève 2014, est produite depuis mai 2014 et commercialisée en juin. Elle est toujours construite en collaboration avec PSA Peugeot Citroën, dans l'usine TPCA de Kolin mais il est plus difficile de deviner cette parenté, tant le style de la japonaise se démarque.
Elle est disponible en version 3 et 5 portes, et contrairement à la précédente, aucun moteur diesel n'est disponible. Ses quasi-clones sont la Citroën C1 II et la Peugeot 108.

#### Motorisations
| Moteur               | Boite de vitesses | Cylindrée en cm³ | Puissance maximale en ch DIN (kW) à tr/min | Couple maximal N m à (tr/min) | 0 à 100 km/h en secondes | Vitesse maximale en km/h | Consommation mixte l/100 km | Rejet de CO2 g/km |
| -------------------- | ----------------- | ---------------- | ------------------------------------------ | ----------------------------- | ------------------------ | ------------------------ | --------------------------- | ----------------- |
| Essence              |                   |                  |                                            |                               |                          |                          |                             |                   |
| 1.0 VVT-i            | BVM5              | 998              | 69 ch (51) à 6000                          | 95 à 4300                     | 14.3                     | 160                      | 5.0/3.6/4.1                 | 95                |
| 1.0 VVT-i Stop&Start | BVM5              | 998              | 69 ch (51) à 6000                          | 95 à 4300                     | 15.5                     | 160                      | 4.5/3.4/3.8                 | 88                |
| 1.0 VVT-i x-shift    | Robotisée         | 998              | 69 ch (51) à 6000                          | 95 à 4300                     | 15.5                     | 160                      | 5.0/3.8/4.2                 | 97                |

### Phase 2 (2018-2021)
L'Aygo est restylée à l'occasion du salon international de l'automobile de Genève 2018 : le X noir englobant les phares, la calandre et le bouclier s'associe maintenant à la couleur de la carrosserie, les phares intègrent une nouvelle signature lumineuse triangulaire dans les optiques, les feux arrière sont redessinés. Elle reçoit un nouvel éclairage d’ambiance et de  nouvelles selleries.

Comme la 108 et la C1, l'Aygo n'est plus commercialisée en version 3 portes à partir d'avril 2021.

Toyota Aygo II phase 2
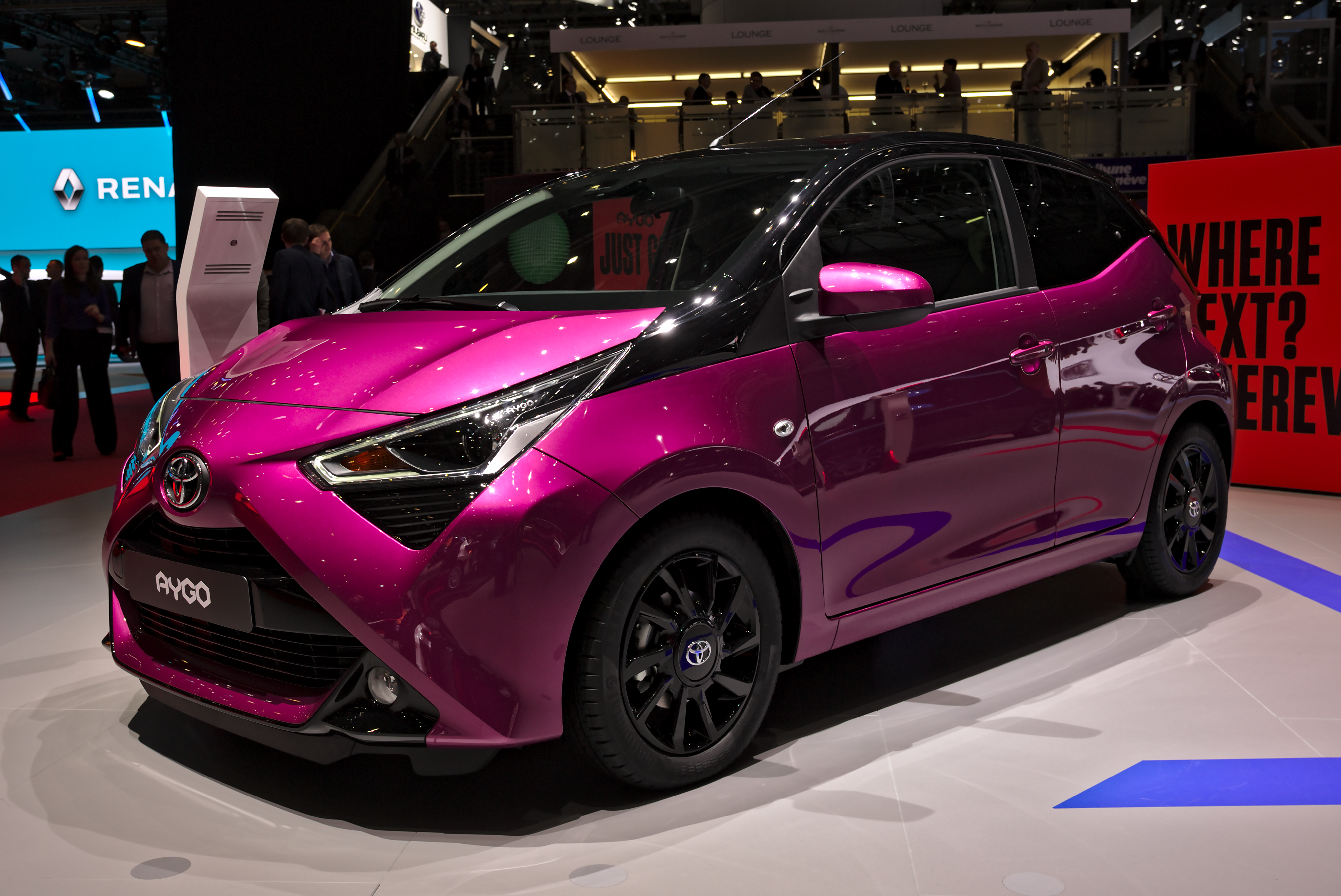
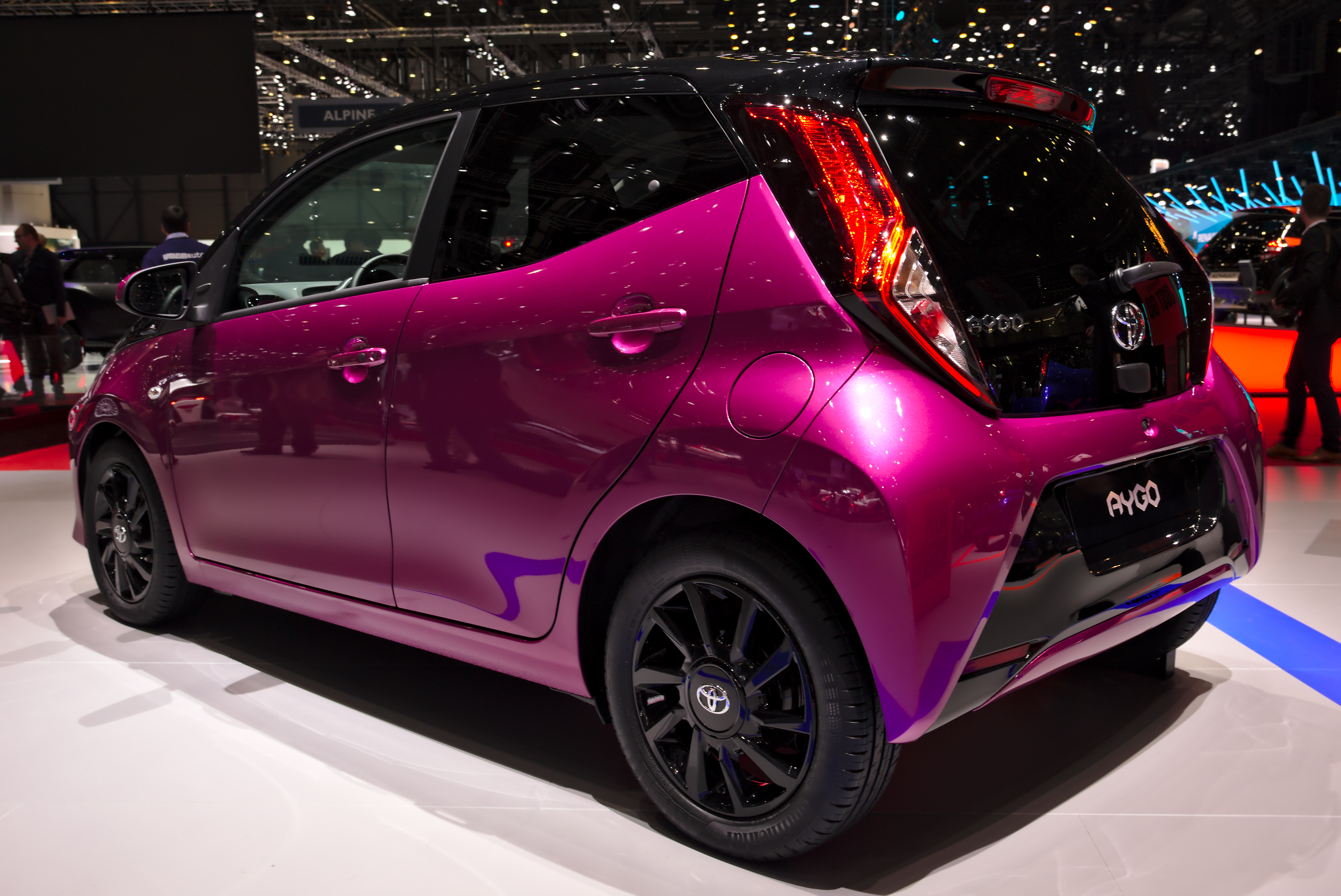

### Finitions
- X
- X-play
- X-cite
- X-wave
- X-wave 2 (Toit en toile noir, coulissant électrique)
- x-look
- X-clusiv
- X-glam
- X-trend
- X-cite 2
- X-trend 2
- X-pro[4]

Equipements des différentes finitions :
|                                                                                          | X                                                 | X-Play                                                                               | X-Cite                                                                               | X-Trend                                                                              | X-Sport                                                                              | X-Cite 2                                                                             | X-Trend 2                                                                            |
| ---------------------------------------------------------------------------------------- | ------------------------------------------------- | ------------------------------------------------------------------------------------ | ------------------------------------------------------------------------------------ | ------------------------------------------------------------------------------------ | ------------------------------------------------------------------------------------ | ------------------------------------------------------------------------------------ | ------------------------------------------------------------------------------------ |
| Feux de jour à LED                                                                       | série                                             | série                                                                                | série                                                                                | série                                                                                | série                                                                                |                                                                                      |                                                                                      |
| Rétroviseurs                                                                             | noirs                                             | électriques et dégivrants couleur carrosserie                                        | électriques et dégivrants couleur carrosserie                                        | électriques et dégivrants couleur carrosserie                                        | électriques et dégivrants couleur carrosserie                                        | électriques et dégivrants noirs                                                      | électriques et dégivrants orange                                                     |
| Poignées de portes                                                                       | noires                                            | couleur carrosserie                                                                  | couleur carrosserie                                                                  | couleur carrosserie                                                                  | couleur carrosserie                                                                  | couleur carrosserie                                                                  | couleur carrosserie                                                                  |
| Jantes                                                                                   | 14" acier avec enjoliveurs                        | 15" acier avec enjoliveurs                                                           | 15" en alliage                                                                       | 15" en alliage                                                                       | 15" en alliage                                                                       | 15" en alliage                                                                       | 15" en alliage                                                                       |
| Banquette arrière rabattable                                                             | monobloc                                          | 50/50                                                                                | 50/50                                                                                | 50/50                                                                                | 50/50                                                                                | 50/50                                                                                | 50/50                                                                                |
| Compte-tours                                                                             | non                                               | oui                                                                                  | oui                                                                                  | oui                                                                                  | oui                                                                                  | oui                                                                                  | oui                                                                                  |
| Fermeture centralisée avec télécommande                                                  | non                                               | oui                                                                                  | oui                                                                                  | oui                                                                                  | oui                                                                                  | oui                                                                                  | oui                                                                                  |
| Siège conducteur réglable en hauteur                                                     | non                                               | oui                                                                                  | oui                                                                                  | oui                                                                                  | oui                                                                                  | oui                                                                                  | oui                                                                                  |
| Vitres avant électriques                                                                 | non                                               | oui                                                                                  | oui                                                                                  | oui                                                                                  | oui                                                                                  | oui                                                                                  | oui                                                                                  |
| Volant cuir                                                                              | non                                               | oui                                                                                  | oui                                                                                  | oui                                                                                  | oui                                                                                  | oui                                                                                  | oui                                                                                  |
| X-touch Système multimedia avec écran tactile 7" et caméra de recul                      | non                                               | oui (en option selon la finition)                                                    | oui (en option selon la finition)                                                    | oui (en option selon la finition)                                                    | oui (en option selon la finition)                                                    | oui (en option selon la finition)                                                    | oui (en option selon la finition)                                                    |
| Ouvrants                                                                                 | 3 et 5 portes                                     | 3 et 5 portes                                                                        | 3 et 5 portes                                                                        | 5 portes                                                                             | 5 portes                                                                             | 3 et 5 portes                                                                        | 5 portes                                                                             |
| Système audio                                                                            | Radio, Port USB, Prise auxiliaire 2 haut-parleurs | Radio, Bluetooth avec commande au volant, Port USB, Prise auxiliaire 4 haut-parleurs | Radio, Bluetooth avec commande au volant, Port USB, Prise auxiliaire 4 haut-parleurs | Radio, Bluetooth avec commande au volant, Port USB, Prise auxiliaire 4 haut-parleurs | Radio, Bluetooth avec commande au volant, Port USB, Prise auxiliaire 4 haut-parleurs | Radio, Bluetooth avec commande au volant, Port USB, Prise auxiliaire 4 haut-parleurs | Radio, Bluetooth avec commande au volant, Port USB, Prise auxiliaire 4 haut-parleurs |
| Boite de vitesses robotisée avec palettes au volant X-Shift                              | non                                               | non                                                                                  | option                                                                               | option                                                                               | option                                                                               | option                                                                               | option                                                                               |
| Climatisation                                                                            | non                                               | manuelle                                                                             | manuelle automatique en option (pack x-zen)                                          | manuelle automatique en option (pack x-zen)                                          | manuelle automatique en option (pack x-zen)                                          | manuelle automatique en option (pack x-zen)                                          | manuelle automatique en option (pack x-zen)                                          |
| Allumage automatique des feux                                                            | non                                               | non                                                                                  | option (pack x-zen)                                                                  | option (pack x-zen)                                                                  | option (pack x-zen)                                                                  | option (pack x-zen)                                                                  | option (pack x-zen)                                                                  |
| Ouverture et démarrage sans clé                                                          | non                                               | non                                                                                  | option (pack x-zen)                                                                  | option (pack x-zen)                                                                  | option (pack x-zen)                                                                  | option (pack x-zen)                                                                  | option (pack x-zen)                                                                  |
| Toyota Safety Sense Alerte de franchissement de ligne, système de sécurité pré-collision | non                                               | non                                                                                  | option                                                                               | option                                                                               | option                                                                               | option                                                                               | option                                                                               |

#### Série spéciale
- x-black
- x-red

### Motorisations[5]
Le moteur 1.0 VVT-i a été revu et passe de 69 à 72 ch et sa consommation baisse de 4,2 à 3,9 l/100 km. L'Aygo répond à la norme anti-pollution Euro 6.2 (6.d-TEMP).
| Moteur            | Boite de vitesses | Cylindrée en cm³ | Puissance maximale en ch DIN (kW) à tr/min | Couple maximal N m à (tr/min) | 0 à 100 km/h en secondes | Vitesse maximale en km/h | Consommation (L/100 km) urbaine/extra-urbaine/mixtes | Rejet de CO2 g/km |
| ----------------- | ----------------- | ---------------- | ------------------------------------------ | ----------------------------- | ------------------------ | ------------------------ | ---------------------------------------------------- | ----------------- |
| Essence           |                   |                  |                                            |                               |                          |                          |                                                      |                   |
| 1.0 VVT-i         | BVM5              | 998              | 72 ch (53) à 6000                          | 93 à 4400                     | 13,8                     | 160                      | 4.9/3.6/4.1                                          | 93                |
| 1.0 VVT-i x-shift | Robotisée         | 998              | 72 ch (53) à 6000                          | 93 à 4400                     | 15,2                     | 160                      | 4.9/3.8/4.2                                          | 95                |

### Dimensions[5]
| Moteur            | Poids à vide (kg) (en ordre de marche) | Longueur (cm) | Largeur (cm) | Hauteur (cm) | Empattement (cm) | Porte-à-faux (cm) Avant/Arrière | Volume du coffre (L) | Coefficient de pénétration dans l'air (Cx) | Capacité du réservoir d'essence (L) |
| ----------------- | -------------------------------------- | ------------- | ------------ | ------------ | ---------------- | ------------------------------- | -------------------- | ------------------------------------------ | ----------------------------------- |
| 1.0 VVT-i         | 915 (Aygo x) 930 (Aygo x-play)         | 346,5         | 161,5        | 146          | 234              | 68,5/44,0                       | 168                  | 0,28                                       | 35                                  |
| 1.0 VVT-i x-shift | 935                                    | 346,5         | 161,5        | 146          | 234              | 68,5/44,0                       | 168                  | 0,29                                       | 35                                  |

### Couleurs
| Code | Couleur                     | De série | En option | Remarques                            |
| ---- | --------------------------- | -------- | --------- | ------------------------------------ |
| 068  | Blanc Pur                   | •        |           |                                      |
| 1E7  | Gris Titane métallisé       |          | •         |                                      |
| 211  | Noir métallisé              |          | •         | Indisponible sur x-sport             |
| 1E0  | Gris Eclipse métallisé      |          | •         |                                      |
| 3P0  | Rouge Chilien               |          | •         | Indisponible sur x-sport             |
| 8W9  | Bleu Cyan métallisé         |          | •         | Indisponible sur x, x-pro et x-sport |
| 9AC  | Magenta métallisé (biton)   |          |           | Uniquement sur x-cite                |
| 4X2  | Mandarine métallisé (biton) |          |           | Uniquement sur x-cite 2              |
| 5B9  | Jaune Fizz                  |          |           | Uniquement sur x-cite 3              |

## Toyota Aygo X
La Toyota Aygo est remplacée par la Toyota Aygo X, une nouvelle génération au style plus baroudeur et commercialisée en 2022. Elle est préfigurée par le concept car Toyota Aygo X Prologue présenté en mars 2021.